# Alliance Royal
Alliance Royal este unul dintre cei mai importanți jucători pe piața de import și distribuție de componente și echipamente IT și conexe din România.
Din grupul Alliance Royal fac parte companiile Alliance Computers, Royal Computers și Caro.
Alliance Computers deține site-ul „magazinultau.ro”, magazin online de produse IT.
În iunie 2008, Alliance Royal a achiziționat Caro Group, printr-o tranzacție de un milion de euro.
Caro Group este una dintre firmele cu tradiție în ceea ce privește importul și distribuția de componente IT pe piața din România, fiind fondată în 1992.
Cifra de afaceri:
- 2008: 40 milioane euro[1]
- 2007: 30 milioane euro[4]